# Springville (Utah)
Springville is een plaats (city) in de Amerikaanse staat Utah, en valt bestuurlijk gezien onder Utah County.

## Demografie
Bij de volkstelling in 2000 werd het aantal inwoners vastgesteld op 20.424.
In 2006 is het aantal inwoners door het United States Census Bureau geschat op 25.998, een stijging van 5574 (27,3%).

## Geografie
Volgens het United States Census Bureau beslaat de plaats een oppervlakte van
29,9 km², geheel bestaande uit land. Springville ligt op ongeveer 1442 m boven zeeniveau.

## Plaatsen in de nabije omgeving
De onderstaande figuur toont nabijgelegen plaatsen in een straal van 12 km rond Springville.

## Geboren
- Cyrus Dallin (22 november 1861), boogschutter